# Argia yungensis
Argia yungensis е вид водно конче от семейство Coenagrionidae. Видът не е застрашен от изчезване.

## Разпространение
Разпространен е в Аржентина (Салта и Сан Салвадор де Хухуй), Боливия и Перу.